# Dougie Poynter
Dougie Poynter, właśc. Douglas Lee Poynter (ur. 30 listopada 1987 w Corrigham w Esseksie) – basista oraz wokalista w angielskim zespole pop-rockowym McFly, który założył w 2003 roku wraz z Tomem Fletcherem, Danny Jonesem oraz Harry Juddem.

## McFly
Poynter gra w zespole na gitarze basowej oraz udziela się wokalnie, głównie jako wokalista wspierający. Jest współautorem wielu utworów McFly. "Silence Is A Scary Sound" i "Transylvania" (oba z płyty Motion in the Ocean), zostały napisane tylko przez Poyntera. Dougie miał tylko 15 lat, kiedy, jako ostatni dołączył do tworzącego się zespołu.
McFly na swoim koncie mają 21 singli Top 40 UK Singles Chart (w tym siedem, które dotarły na szczyt notowania) oraz siedem albumów Top 40 UK Albums Chart. W 2005 roku formacja dostała nagrodę Brit Awards dla najlepszego wykonawcy pop.
W latach 2014 – 2015 McFly koncertowali jako supergrupa McBusted.
W 2018 roku razem z wokalistą Toddem Dorigo oraz perkusistą Coreyem Alexandrem założył zespół INK. Grupa koncertowała i wydała EP Heaven.

## Działalność pozamuzyczna
W 2010 roku razem z producentem Jasonem Perry oraz Benem Grove i Bomberem założył linię odzieżową dla fanów skateboardingu Zukie. Nazwę wybrał Poynter, tak nazywała się kiedyś jego jaszczurka
W 2011 roku założył własną linię odzieżową Saint Kidd. Nazwa, jak i tematyka, inspirowane pirackim życiem Williama Kidda.
3 grudnia 2011 roku wygrał 11 serię reality show "I'm a Celebrity...Get Me Out of Here!" i został koronowany Królem Dżungli.
W lutym 2014 roku został modelem agencji Storm Model Management, dla której pracują między innymi Kate Moss i Cara Delevingne. 

## Filmografia
- Całe szczęście jako on sam
- Nowhere Left To Run jako on sam
- McBusted - Tourplay[12] jako on sam

## Publikacje
Razem z Tomem Fletcherem napisał serię książek dla dzieci o dinozaurze: 
- "The Dinosaur That Pooped Christmas" (2012)
- "The Dinosaur That Pooped A Planet" (2013)
- "The Dinosaur That Pooped The Past" (2014)
- "The Dinosaur That Pooped A Lot" (2015)[14]
- "The Dinosaur That Pooped The Bed" (2015)
- "The Dinosaur That Pooped Daddy" (2016)
- "The Dinosaur That Pooped Rainbow" (2016)
- "The Dinosaur That Pooped A Princess" (2018)
- "The Dinosaur That Pooped A Pirate" (2020)

W 2019 roku ukazała się jego proekologiczna książka "Plastic Sucks! You Can Make A Difference".